# Лугове (Коростенський район)
Лугове — селище в Україні, в Коростенському районі Житомирської області. Входить до складу Олевської міської громади. Населення становить 38 осіб.

## Географія
Селищем протікає річка Уборть.

## Історія
Вперше зафіксоване 1926 року як хутір Трибухинець. У 1960-і роки — поселення цегельного заводу колгоспу ім. 1 Травня. Взяте на облік із присвоєнням сучасної назви 27 червня 1969 року.

## Населення
Згідно з переписом УРСР 1989 року чисельність наявного населення селища становила 35 осіб, з яких 14 чоловіків та 21 жінка.
За переписом населення України 2001 року в селищі мешкало 38 осіб. 100 % населення вказало своєю рідною мовою українську мову.